# Masilla

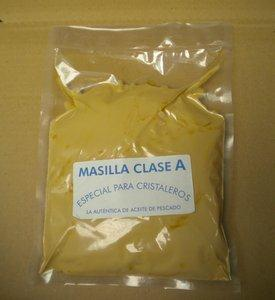
Masilla para acristalar

Masilla es un término genérico que designa a cualquier material de textura plástica, similar a la de la arcilla de moldeo, habitualmente usado en pequeños trabajos de construcción o reparación como sellante o relleno. Su composición cambia dependiendo del tipo de trabajo y uso que se le quiera dar.la masilla 
Uno de sus usos más habituales es el de sujeción de vidrios en marcos de madera y hierro, esta se coloca en el galce cuando es maleable y cuando se seca tiene una textura parecida a la madera.